# زدونسکا وولا
زدونسکا وولا (به لاتین: Zduńska Wola، تلفظ: [ˈzduɲska--ˈvɔla]) یک شهر در لهستان است که در شهرستان ازدونسکا وولا واقع شده‌است.

## خصوصیات
زدونسکا وولا ۲۴٫۵۸ کیلومترمربع مساحت و ۴۴٬۱۰۸ نفر جمعیت دارد.

## خواهرخوانده
شهرهای والمیرا، پیتراسانتا، Lőrinci و زاراسیای خواهرخوانده‌های زدونسکا وولا هستند.